# Alejandro Castro Martín
Alejandro Castro Martín, també conegut com a Álex Castro, és un futbolista canari. Va néixer a Las Palmas de Gran Canaria el 20 de desembre de 1974. Ocupa la posició de migcampista. És germà dels també futbolistes Rubén i Guillermo Castro. Tots tres són formats al planter de la UD Las Palmas.

## Trajectòria esportiva
Va començar a destacar a la UD Las Palmas, on debuta a Segona Divisió la temporada 98/99. Eixa i la següent seria titular a l'equip gran canari, tot acabant amb l'ascens a la màxima categoria a l'estiu del 2000. Però, a primera divisió, el migcampista només hi jugaria un encontre, i finalitzaria la campanya al CD Tenerife.
Després de jugar la 01/02 al CD Numancia, retorna a la UD Las Palmas, però passant a la suplència, fins al descens dels canaris a Segona B el 2004.
Posteriorment, Álex Castro ha prosseguit la seua carrera en equips menors de les Illes, com el San Isidro, el Castillo o el Villa de Santa Brígida.